# Túnel

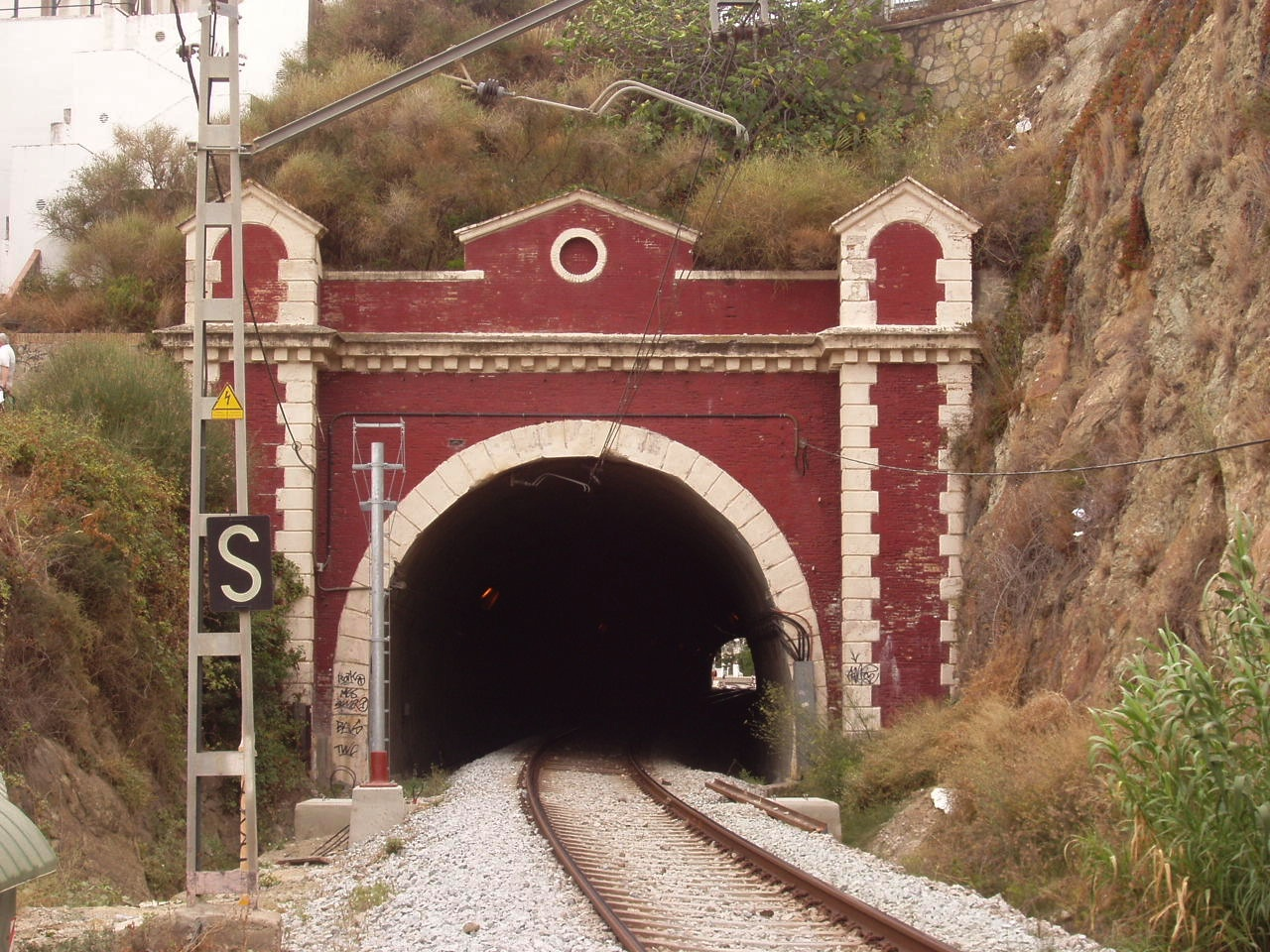
Túnel para ferrocarril en San Pol de Mar, (Barcelona, España).

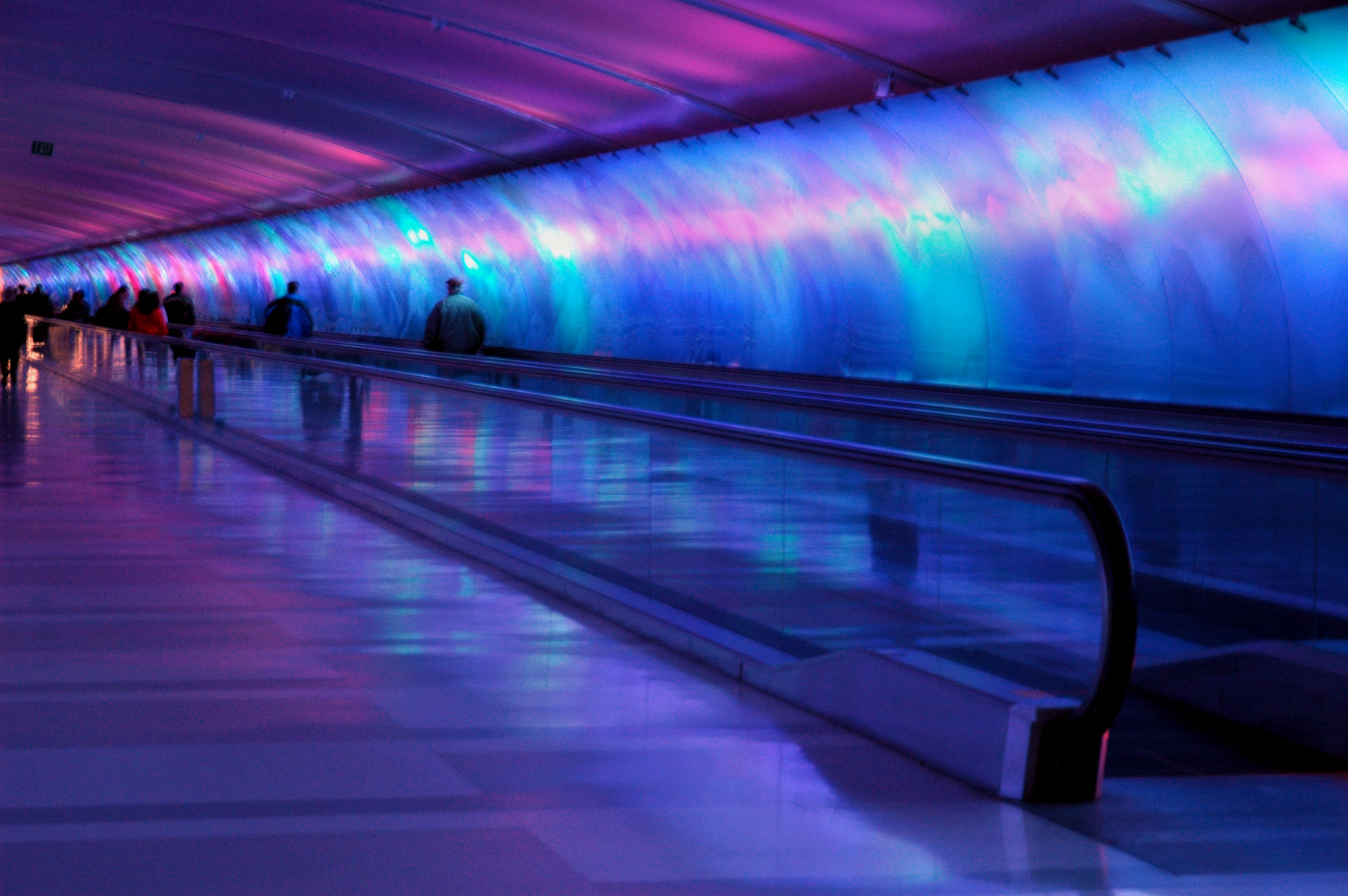
Light Tunnel o túnel de luz para peatones, que conecta dos terminales del aeropuerto de Detroit

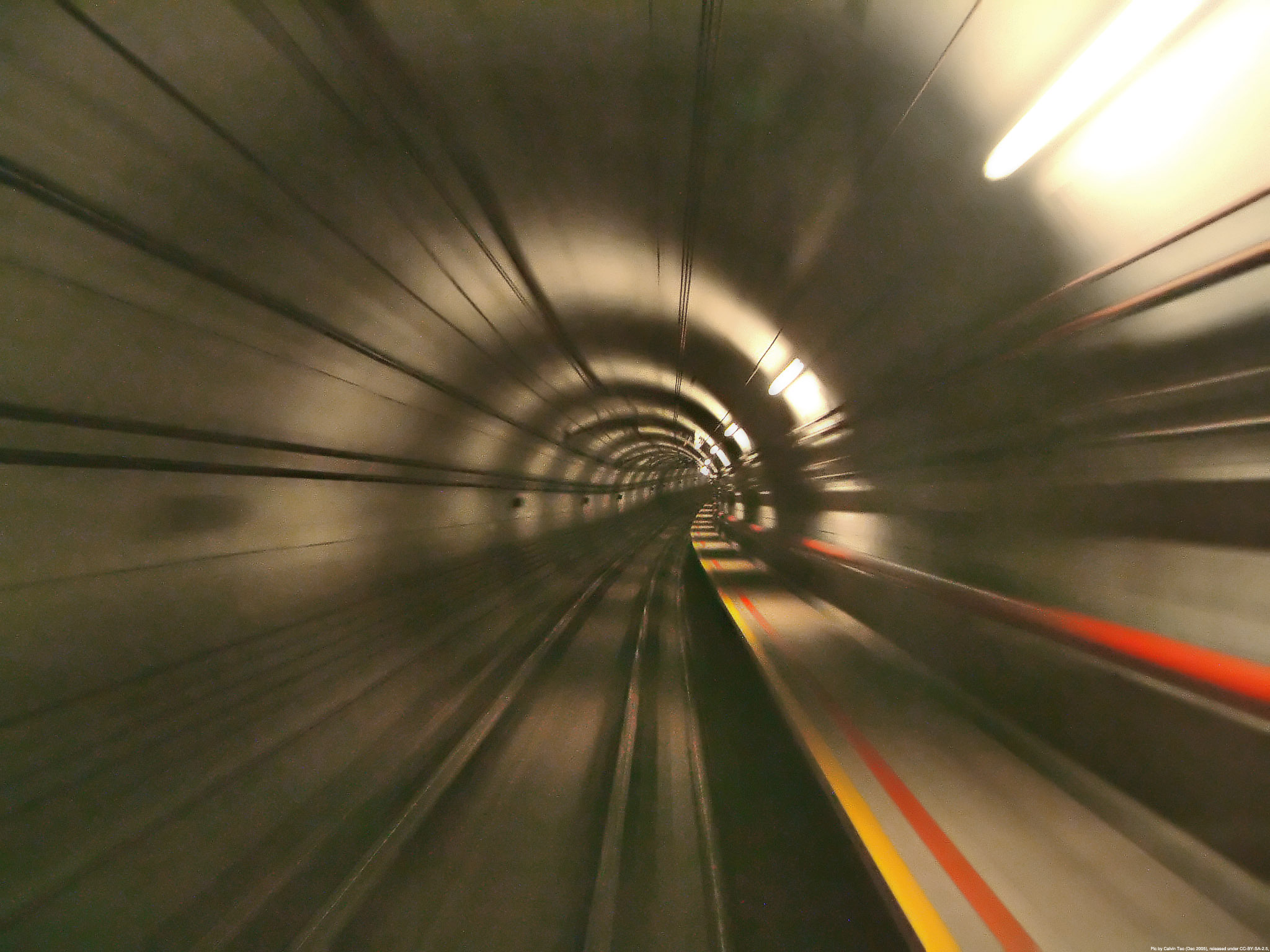
Línea de tren subterráneo en Singapur.

Corte geológico del Eurotúnel.

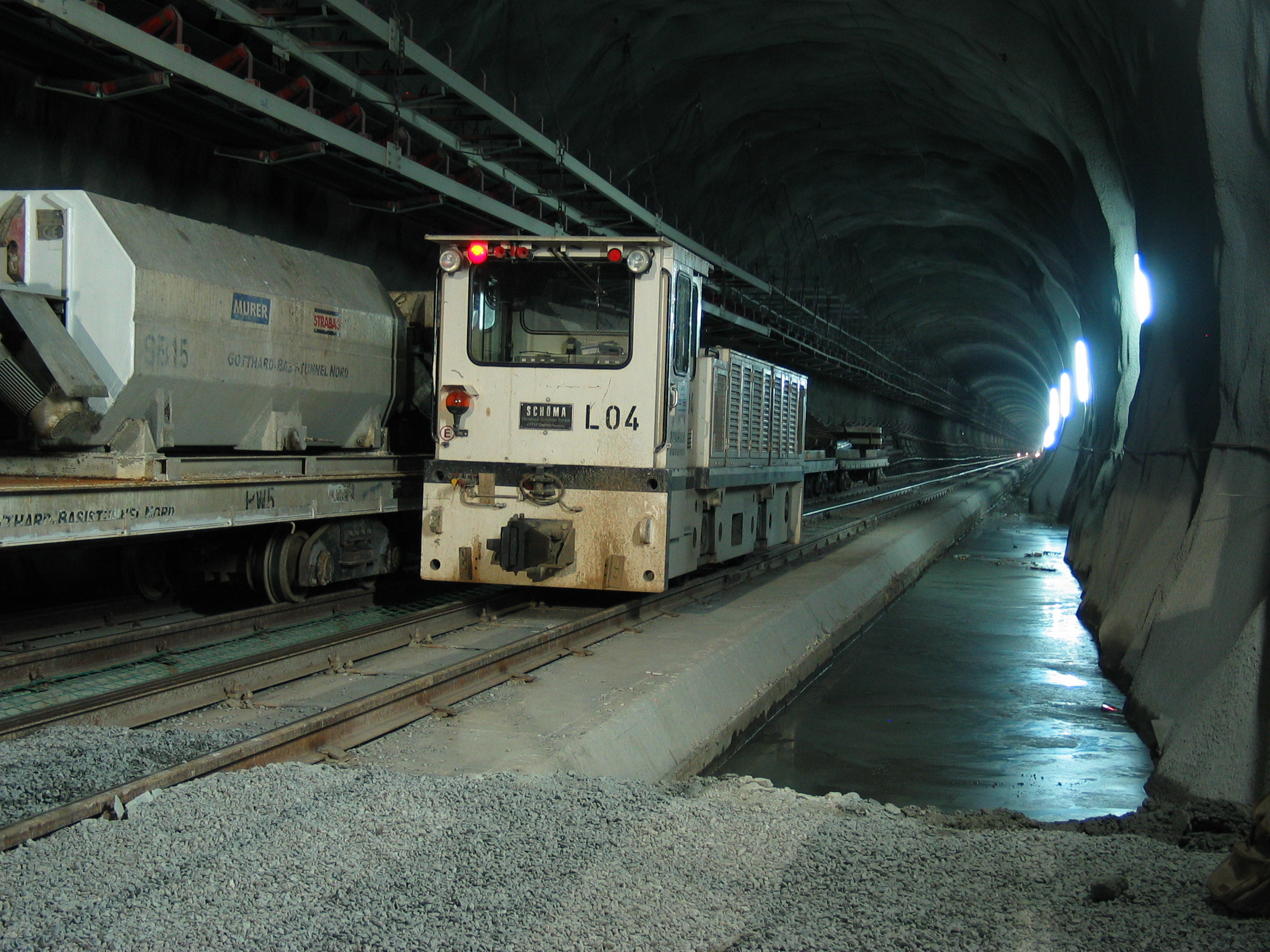
Túnel de base San Gotardo en construcción en los Alpes.

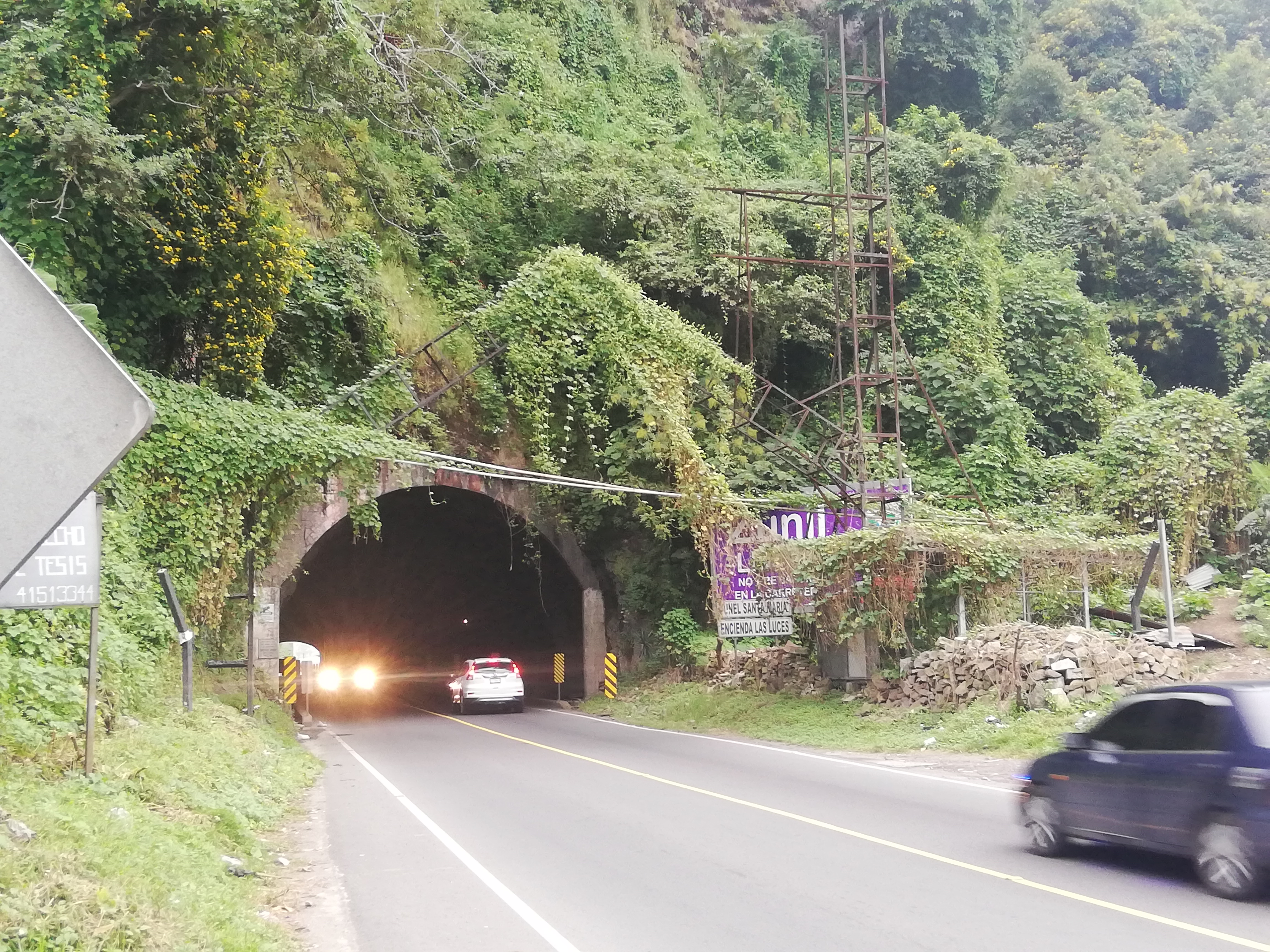
Túnel Santa María en Quetzaltenango, Guatemala.

Un túnel es una obra subterránea de carácter lineal que comunica dos puntos para el transporte de personas o materiales. Normalmente es artificial.
Un túnel, o puente de bajar, puede servir para peatones o ciclistas, aunque generalmente sirve para dar paso al tráfico, para vehículos de motor, para ferrocarril o para un canal. Algunos son acueductos, construidos para el transporte de agua (para consumo, para aprovechamiento hidroeléctrico o para el saneamiento). También hay túneles diseñados para servicios de comunicaciones. Incluso existen túneles para el paso de ciertas especies de animales. Algunos conectan zonas en conflicto o tienen carácter estratégico, ya que sirven como refugio como la montaña Cheyenne.
En las grandes ciudades el transporte se realiza mediante una red de túneles donde se mueve el metro. La posibilidad de soterrar ahorra espacio e impide el cruce al mismo nivel del tren con los peatones o los vehículos.

## Historia
El origen de los túneles y de las técnicas de construcción correspondientes debe buscarse en la minería, actividad de la que hay pruebas notables ya en el neolítico, como las Cuevas de Can Tintorer en Gavá (Cataluña, España). En la antigüedad, en Asiria, Fenicia e Israel hay algunos ejemplos de túneles que permitían las comunicaciones y favorecían la defensa de una ciudad sitiada. El Túnel de los Asmodeos, bajo la Mezquita de la Roca de Jerusalén sería un ejemplo. Los romanos ya habían construido numerosos túneles de pequeñas dimensiones asociados a la minería, y al transporte de agua (los canales tienen una pendiente muy reducida y enseguida requieren túneles y acueductos). Un ejemplo es el túnel construido bajo la colina de Posilip para llevar a Roma el Aqua Claudia, que fue usado durante veinte siglos. Más adelante, el uso de la pólvora, permitió la excavación de secciones más importantes. Durante los siglos XVI, XVII y XVIII se hicieron muchos túneles sobre todo para permitir el transporte de bienes en canales. Por lo general se trata de túneles de sección rectangular de más de 50 m². Con la aparición del ferrocarril, y dado que éste necesita pendientes también muy estrictas, comenzaron a excavarse túneles para este nuevo medio de transporte en el XIX. El primer túnel de ferrocarril de la península ibérica fue el de Montgat en 1848 abierto por el trazado de la vía de ferrocarril de Barcelona a Mataró. Durante el XX, se siguen abriendo nuevos túneles para ferrocarriles, canales (ahora ya más ligados a la producción de energía eléctrica) y finalmente para carreteras.

## Investigación geotécnica
Es esencial que cualquier proyecto de túnel comience con una investigación sobre las condiciones del terreno. Los resultados de la investigación nos permitirán saber cuál es la maquinaria y los métodos de excavación y sostenimiento a realizar, y podrán reducir los riesgos de encontrar condiciones desconocidas. En los primeros estudios, las alineaciones horizontales y verticales serán optimizadas para aprovechar las mejores condiciones de agua y suelo. Para la orientación en el trazo de túneles, en ocasiones se utilizan los giroteodolitos, ya que permiten determinar el norte verdadero bajo tierra.
En algunos casos, los estudios convencionales no nos proporcionan suficiente información, por ejemplo, cuando existen grandes masas de roca, discontinuidades como fallas o estratos de terreno más blando como arcillas o limos. Para abordar estos problemas se puede construir un tubo piloto, o un desvío que discurra paralelo al principal. Este tubo puede llegar a ser más fácil de sostener cuando se presenten condiciones inesperadas y podrá ser incorporado en el túnel final. Alternativamente también se pueden realizar pequeños pozos horizontales en el frente del túnel para conocer las condiciones en la excavación.
En el caso de los túneles en roca, dada la variabilidad de los distintos factores que intervienen en la mecánica de rocas, es frecuente abordar su estudio mediante las llamadas clasificaciones geomecánicas, entre las que destaca la clasificación geomecánica RMR.

## Construcción
Los túneles se construyen excavando en el terreno, manualmente o con máquinas.
Los sistemas habituales de excavación subterránea son medios mecánicos, voladuras y manual:
- Los medios mecánicos mediante minador puntual (rozadora), minador a sección completa o TBM o tuneladora (Tunnel Boring Machine) o con maquinaria convencional (martillo picador, excavadora...)
- Perforación y voladura mediante explosivos.
- Manual, método derivado de la minería clásica del carbón de las cuencas asturianas, en el que los operarios pican con martillo neumático la sección a excavar y otra partida de obreros desescombran manual o semimanualmente.

### Falso túnel

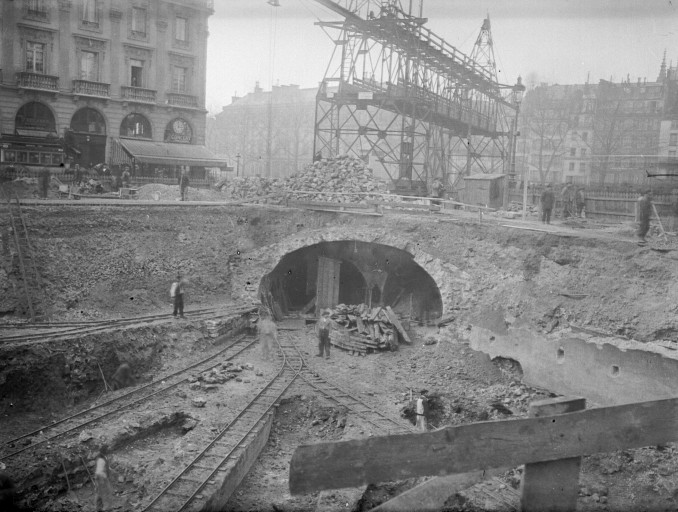
Método de falso túnel para construir el metro de París.

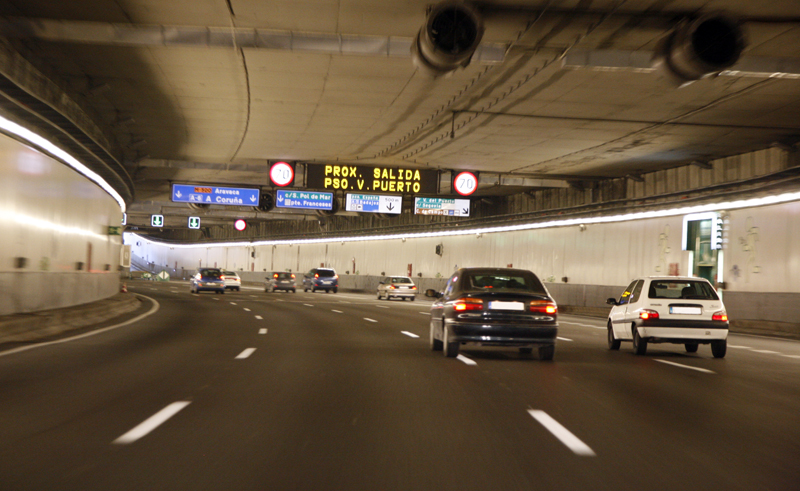
Túneles de la M-30 excavados con el método top down.

El método del falso túnel (en ocasiones denominado túnel artificial), también conocido como la técnica de cavar y cubrir y corte y cubierta, (cut and cover en inglés), es un método de construcción para túneles superficiales, donde se excava desde la superficie la totalidad o parte del hueco que ocupa el túnel, se construye dentro del hueco a cielo abierto y se cubre una vez terminado para formar el túnel. Requiere un sistema de sostenimiento fuerte para soportar las cargas del material que cubre el túnel.
Existen dos formas de realizar un falso túnel:
- Método 'bottom up': se excava a cielo abierto la totalidad del hueco ocupado por el túnel y se construye en el interior. El túnel puede ser de hormigón fabricado in situ, hormigón pretensado, arcos pretensados, arcos con acero corrugado y también con ladrillo, que se solía usar al principio.

- Método 'top down': este método se encuentra en auge para la construcción de túneles en el interior de las ciudades. Requiere poca maquinaria especializada, apenas más de la utilizada en la construcción convencional de sótanos. En la superficie, desde la calle, se ejecutan las paredes del túnel cavando una zanja que se hormigona para formar muros pantalla o una hilera de pilotes. Cuando las paredes están terminadas se ejecuta la losa superior, que se apoya en las paredes, excavando solo el hueco que ocupa la losa y apoyándola durante su construcción contra el terreno. Cuando la losa y las paredes están terminadas, puede reconstruirse la superficie mientras continúan los trabajos en el interior del túnel. La tierra del interior del túnel no se extrae hasta esta fase, en la que como los elementos portantes del túnel están ya construidos se puede excavar con retroexcavadoras. Cuando se ha excavado hasta el nivel adecuado se ejecuta la contrabóveda, losa generalmente de hormigón que hace de suelo del túnel. Se pueden crear losas intermedias para realizar túneles de varias plantas.

### Tuneladora

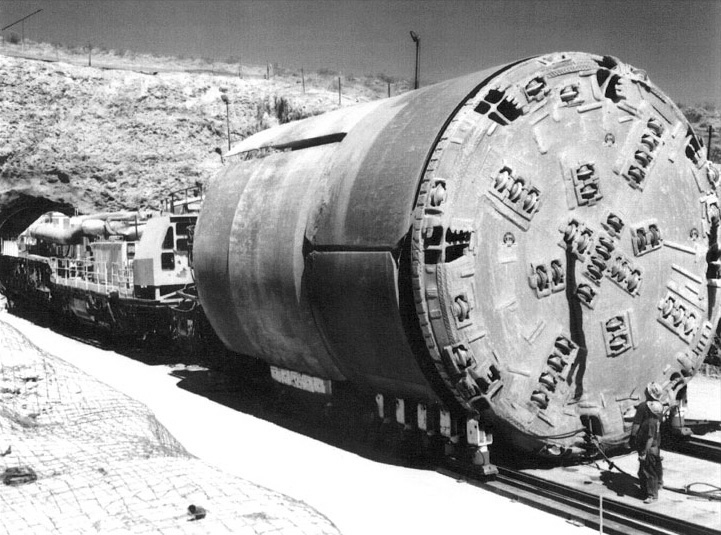
Una tuneladora usada en la montaña Yucca, Nevada.

Las máquinas tuneladoras y los sistemas asociados de retroceso y avance hacen el proceso de excavación más automatizado. Existe una gran variedad de tuneladoras en función de las condiciones de puesta en obra, desde roca densa a suelo disgregado y saturado de agua. Algunos tipos de tuneladoras son las escudos, topos, dobles escudos...
Hasta hace poco la mayor tuneladora jamás construida se usó en el "tunnel Groeene Hart" en Holanda, ésta tenía un diámetro de 14,87 metros. En la actualidad existen máquinas aún mayores como los usados en la Autopista de Circunvalación de Madrid M-30 que miden 15 metros de diámetro, y los túneles Chong Ming en Shanghái, China. El récord lo ostenta "Bertha", de unos 19 metros de diámetro, que actualmente se encuentra detenida en su avance en Seattle por problemas técnicos.

### Nuevo método austríaco
El nuevo método austríaco (también denominado “avance y destroza”) fue desarrollado en los años 1960. La excavación se realiza en dos fases, primero se realiza la excavación superior (avance) y después se retira el terreno que quede debajo hasta la cota del túnel (destroza). El método se basa en usar la tensión geológica del macizo rocoso circundante para que el túnel se estabilice a sí mismo mediante el efecto arco. Para conseguirlo se basan en medidas geotécnicas para trazar un sección óptima. La excavación es inmediatamente protegida con una delgada capa de hormigón proyectado. Esto crea una anillo de descarga natural que minimiza la deformación de la roca.
Debido al control exhaustivo el método es muy flexible, incluso en condiciones geomecánicas desconocidas de consistencia de la roca durante el trabajo de tunelación. Las mediciones de las propiedades de la roca nos informan de las herramientas apropiadas. En las últimas décadas las excavaciones mayores de 10 km en suelo blando se han convertido en usuales. Uno de los casos más conocidos, corresponden a la construcción de la Línea 4 y la Extensión de las Líneas 1, 2 y 5 del Metro de Santiago. así como algunas secciones de la Línea 7 del Metro de la Ciudad de México.

### Empuje de tubos o hinca de tubería
En inglés llamado Pipe jacking. El método consiste en empujar el tubo mediante gatos hidráulicos hacia el terreno. Se usa cuando existen estructuras por encima que no se quieren dañar como vías de tren o carreteras.

### Tecnología sin zanja
Las tecnologías sin zanja (del inglés Trenchless technology) se basan en una serie de métodos que permiten la instalación o reparación de tuberías de pequeño diámetro (menores a 3 metros) sin la excavación de una zanja. El objetivo primordial es evitar molestias a los ciudadanos y reducir el impacto al terreno. Como principal inconveniente está el elevado coste al ser una tecnología muy costosa.

### Sistemas de seguridad
Algunas soluciones se pueden encontrar en el mercado hoy en día para reducir los riesgos profesionales causados por la maquinaria del túnel durante la fase de construcción.

#### Sistemas de alarma, la comunicación, localización y control de acceso
El uso de este tipo de sistema se desarrolla en sitios incluyendo las obras de ampliación de los túneles para los proyectos de gran París.

#### Sistemas de detección de persona

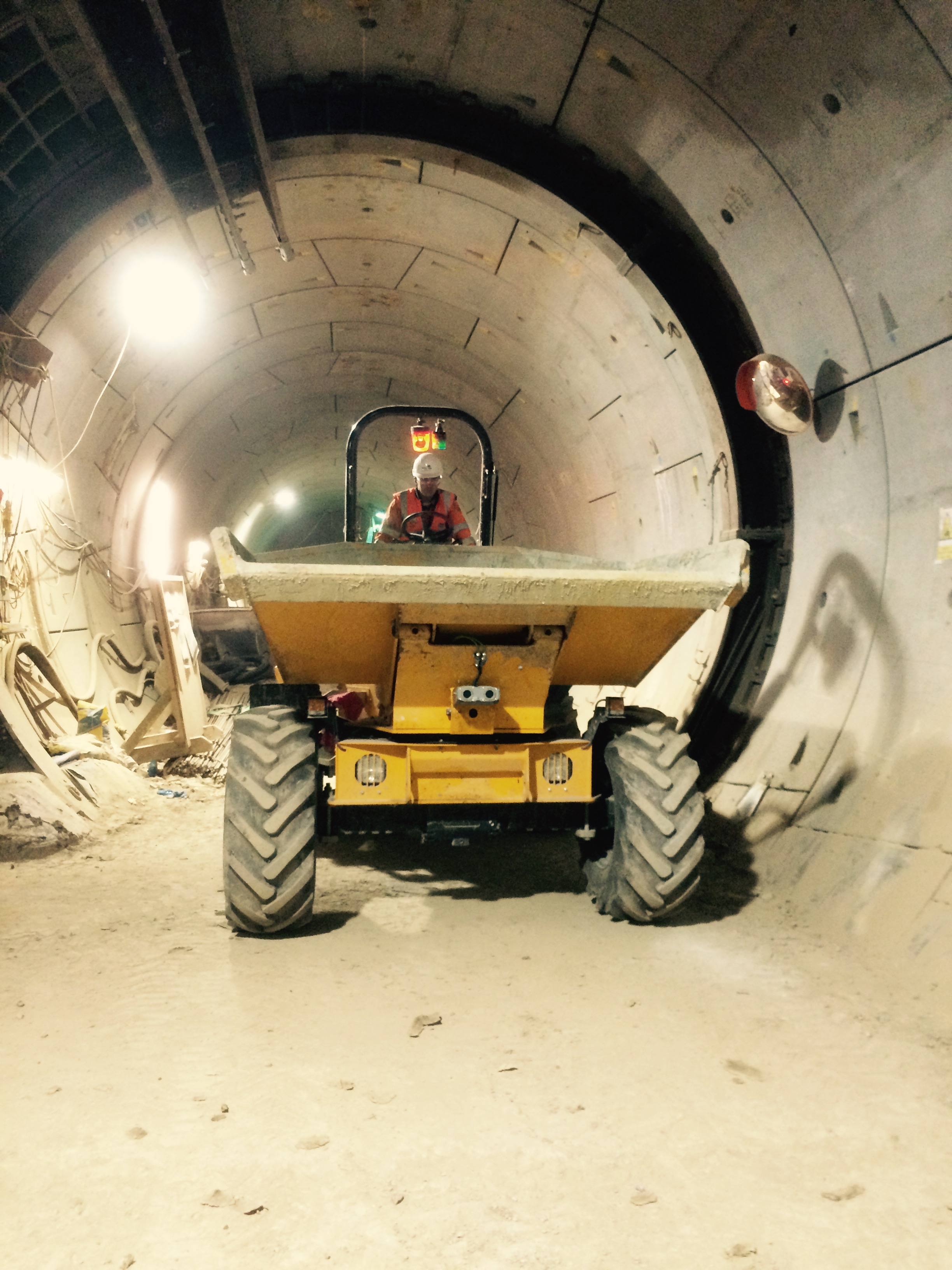
Sistema de detección en un carro que se mueve en un túnel en construcción.

Estos son sensores de proximidad que detectan objetos y peatones unos pocos centímetros hasta varios metros. El sensor hace la diferencia entre una persona y un objeto y avisa al conductor sin alarmas innecesarias. Basado en visión estereoscópica, un análisis algoritmo en tiempo real si una persona está en el punto ciego de la máquina de construcción.

## Utilización
Puede servir para:
- Comunicación de los niveles de extracción en la explotación de minas subterráneas.
- Extracción del material de la mina siguiendo una capa, filón o masa mineralizada.
- Tránsito de peatones o ciclistas, para vehículos a motor, para tráfico ferroviario, en particular, muchos sistemas de transporte metropolitano, están constituidos por redes de túneles ferroviarios.
- Unir cuencas hidrográficas vecinas, para transportar agua (para consumo, para centrales hidroeléctricas o como cloacas), por medio de canales, o para atravesar elevaciones topográficas importantes.
- Conducir otros servicios como cables de comunicaciones, tuberías, etc.
- Transportar con facilidad materiales o productos.
- Evitar la fragmentación de hábitats y la creación de corredores biológicos, como los falsos túneles denominados ecoductos.

## Elección entre túnel y puente
Para pasos de agua, un túnel es normalmente más caro que construir un puente. La navegación en el paso puede limitar la construcción de puentes altos cuyos pilares podrían cortar canales de navegación necesitando un túnel.
Normalmente los puentes requieren una gran superficie ocupada, mucho mayor que la utilizada por los túneles. En ciudades donde el precio del suelo es elevado como Manhattan o Hong Kong este es el principal factor a favor. Boston ha procedido a reemplazar su red de carreteras en superficie por un sistema de túneles para incrementar la capacidad de tráfico, ocultarlo, aumentar el terreno útil y mejorar la movilidad y la estética de la ciudad con respecto a su frente marítimo.
En 1934 el túnel de Queensway Road debajo del río Mersey en Liverpool fue elegido antes que un puente masivo por distintas razones, entre ellas bélicas ya que un avión podía derribar el puente en tiempos de guerra. 
Además el mantenimiento de un puente tan grande sería más costoso que el de un túnel.[cita requerida] 
Similares conclusiones se llevaron a cabo en 1971 en el túnel de Kingsway debajo del río Mersey. Ejemplos de túneles que cruzan pasos de agua son el túnel Holland y túnel Lincoln entre Nueva Jersey y Manhattan, y los túneles del río Elizabeth en Virginia entre Norfolk (Virginia) y Portsmouth (Virginia). Otras razones pueden ser las dificultades técnicas que pueden aparecer como mareas, meteorología extrema o navegación durante la construcción, razones estéticas (preservar el paisaje existente, el escenario) o miedo a posibles problemas de accidentes o fuego. Aun así existen algunos mezclas entre puentes y túneles como el caso del Puente de Oresund.

## Seguridad

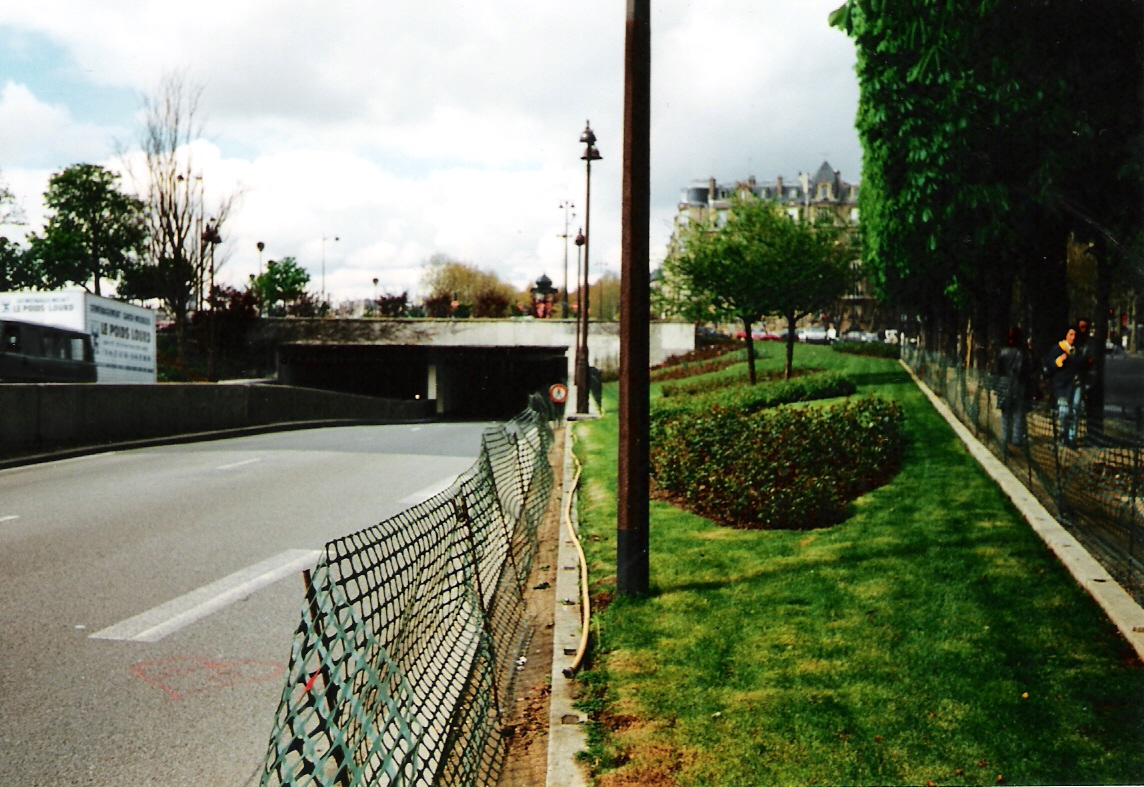
La entrada al túnel Puente del Alma, el lugar donde el coche que transportaba a Diana, Princesa de Gales, chocó contra un Fiat y luego contra el muro. No había una barrera adecuada y esto contribuyó a su muerte.

Debido al espacio cerrado de un túnel, los incendios pueden tener efectos muy graves para los usuarios. Los principales peligros son la producción de gas y humo, e incluso bajas concentraciones de monóxido de carbono son muy tóxicas. Por ejemplo, en el incendio del túnel de   San Gotardo de 2001 murieron 11 personas, todas ellas por inhalación de humo y gas. Más de 400 pasajeros murieron en el desastre del tren Balvano en Italia en 1944, cuando la locomotora se detuvo en un largo túnel. La intoxicación por monóxido de carbono fue la principal causa de muerte. En el incendio del túnel de Caldecott de 1982, la mayoría de las víctimas mortales fueron causadas por el humo tóxico y no por el choque inicial. Del mismo modo, 84 personas murieron en el incendio del metro de París de 1904.
Los túneles para vehículos de motor suelen necesitar pozos de ventilación y ventiladores eléctricos para eliminar los gases de escape tóxicos durante el funcionamiento rutinario.
Los túneles ferroviarios suelen requerir menos renovaciones de aire por hora, pero aun así pueden necesitar ventilación forzada por aire. Ambos tipos de túneles suelen tener disposiciones para aumentar la ventilación en condiciones de emergencia, como un incendio. Aunque existe el riesgo de que aumente la tasa de combustión al aumentar el flujo de aire, el objetivo principal es proporcionar aire respirable a las personas atrapadas en el túnel, así como a los bomberos.
La onda de presión aerodinámica  producida por los trenes de alta velocidad que entran en un túnel se refleja en sus extremos abiertos y cambia de signo (un frente de onda de compresión cambia a frente de onda de rarefacción y viceversa); cuando dos frentes de onda del mismo signo se encuentran en el tren, se produce un aumento de presión atmosférica rápido y significativo  puede causar molestias auditivas a pasajeros y tripulación. Cuando los trenes de alta velocidad salen de los túneles, puede producirse un fuerte "boom del túnel", que puede molestar a los residentes cercanos a la boca del túnel, y se agrava en los valles montañosos, donde el sonido puede tener eco. 
Cuando se dispone de un túnel paralelo separado, se suelen instalar puertas de emergencia herméticas pero no cerradas que permiten al personal atrapado escapar de un túnel lleno de humo al tubo paralelo.
Los túneles más grandes y muy utilizados, como el túnel Big Dig en Boston, Massachusetts, pueden tener un centro de operaciones dedicado con personal las 24 horas del día que supervisa e informa sobre las condiciones del tráfico, y responde a las emergencias. A menudo se utilizan equipos de Videovigilancia, y el público puede ver imágenes en tiempo real de las condiciones del tráfico en algunas autopistas a través de Internet.
Una base de datos de daños sísmicos en estructuras subterráneas que utiliza 217 historiales de casos muestra que pueden hacerse las siguientes observaciones generales sobre el comportamiento sísmico de las estructuras subterráneas:
- Las estructuras subterráneas sufren muchos menos daños que las estructuras de superficie.
- Los daños notificados disminuyen al aumentar la profundidad de sobrecarga. Los túneles profundos parecen ser más seguros y menos vulnerables a las sacudidas sísmicas que los túneles poco profundos.
- Cabe esperar que las instalaciones subterráneas construidas en suelos sufran más daños que las aberturas construidas en roca competente.
- Los túneles revestidos y cementados son más seguros que los túneles sin revestir en roca. Los daños por sacudidas pueden reducirse estabilizando el terreno alrededor del túnel y mejorando el contacto entre el revestimiento y el terreno circundante mediante la inyección de lechada.
- Los túneles son más estables bajo una carga simétrica, lo que mejora la interacción entre el terreno y el revestimiento. La mejora del revestimiento del túnel mediante la colocación de secciones más gruesas y rígidas sin estabilizar el terreno circundante puede dar lugar a un exceso de fuerzas sísmicas en el revestimiento. El relleno con material no cíclicamente móvil[aclaración requerida] y las medidas de estabilización de la roca pueden mejorar la seguridad y la estabilidad de los túneles poco profundos.
- Los daños pueden estar relacionados con la aceleración máxima del terreno y la velocidad en función de la magnitud y la distancia epicentral del terremoto afectado.
- La duración de las sacudidas fuertes durante los terremotos es de suma importancia porque puede provocar fallos por fatiga y, por tanto, grandes deformaciones.
- Los movimientos de alta frecuencia pueden explicar el desconchamiento local de la roca o el hormigón a lo largo de los planos de debilidad. Estas frecuencias, que se atenúan rápidamente con la distancia, pueden esperarse principalmente a pequeñas distancias de la falla causante.
- Los movimientos del terreno pueden amplificarse al incidir en un túnel si las longitudes de onda están entre una y cuatro veces el diámetro del túnel.
- Los daños en las bocas de los túneles y sus proximidades pueden ser importantes debido a la inestabilidad de los taludes.[11]

Los terremotos son una de las amenazas más temibles de la naturaleza. Un terremoto de magnitud 6,7 sacudió el valle de San Fernando en Los Ángeles en 1994. El seísmo causó grandes daños en varias estructuras, como edificios, pasos elevados de autopistas y sistemas viarios de toda la zona. El Centro Nacional de Información Medioambiental calcula que los daños totales ascendieron a 40.000 millones de dólares. Según un artículo publicado por Steve Hymon de TheSource - Transportation News and Views, el metro de Los Ángeles no sufrió daños graves. Metro, el propietario del metro de Los Ángeles, emitió un comunicado a través de su personal de ingeniería sobre el diseño y la consideración que entra en un sistema de túneles. Los ingenieros y arquitectos llevan a cabo exhaustivos análisis sobre la intensidad con la que prevén que se produzcan los terremotos en la zona. Todo ello forma parte del diseño general y la flexibilidad del túnel.
Esta misma tendencia de daños limitados en el metro tras un terremoto puede observarse en muchos otros lugares. En 1985, un seísmo de magnitud 8,1 sacudió Ciudad de México; el sistema de metro no sufrió daños y, de hecho, sirvió de línea de vida para el personal de emergencia y las evacuaciones. En 1995, un seísmo de magnitud 7,2 sacudió Kobe (Japón) sin causar daños en los túneles. Los portales de entrada sufrieron daños menores, pero estos daños se atribuyeron a un diseño inadecuado para terremotos que se originó en la fecha original de construcción, 1965. En 2010, un terremoto de magnitud 8,8, masivo en cualquier escala, afectó a Chile. Las estaciones de entrada a los sistemas de metro sufrieron daños menores, y el sistema de metro estuvo fuera de servicio durante el resto del día. Al día siguiente por la tarde, el sistema de metro estaba operativo de nuevo.

## Grandes túneles
- Túnel de Lærdal, túnel de carretera más largo del mundo, en Noruega[14]
- Eurotúnel
- Túnel Seikan
- Túnel de la Línea, túnel carretero más largo de América Latina, hasta la culminación del proyecto Túnel del Toyo.
- Túnel del Cristo Redentor, en la frontera entre Argentina y Chile
- Túnel de Mont Blanc
- Túnel del Simplón
- Túnel de Pajares
- Túnel de Occidente
- Túnel de Guadarrama
- Túnel de San Pedro
- Túnel subfluvial Raúl Uranga – Carlos Sylvestre Begnis